# Bentheim-Tecklenburg

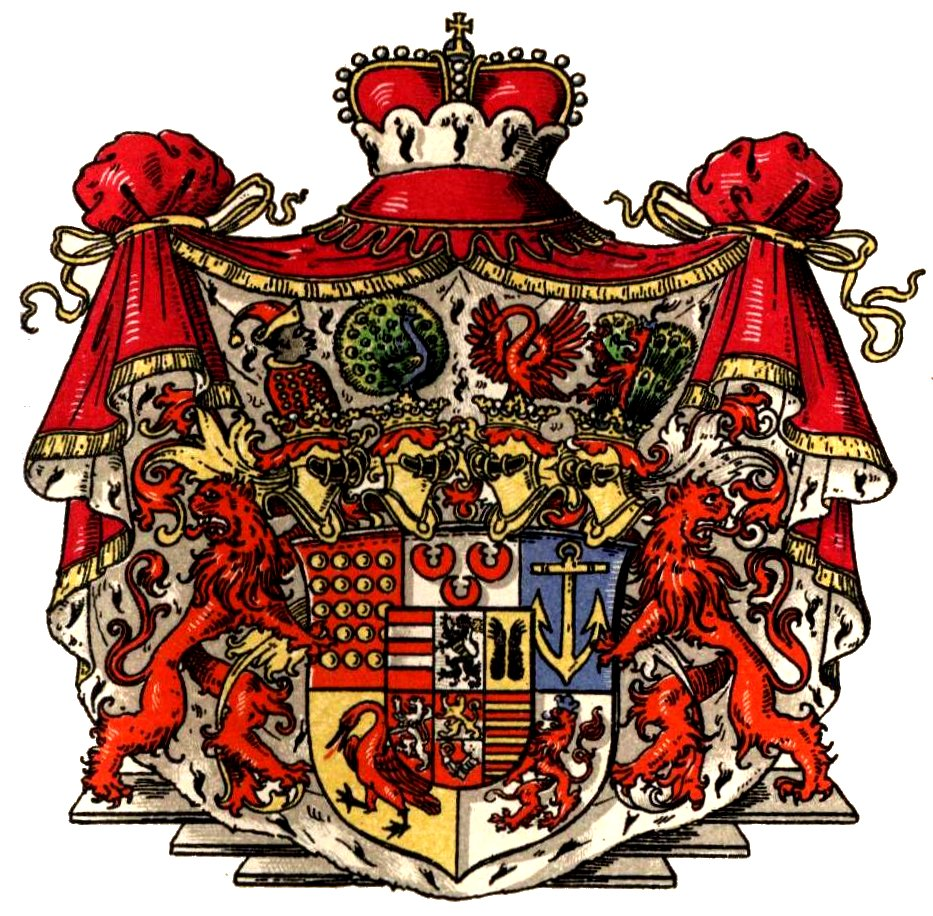
Escudo del Príncipe de Bentheim-Tecklenburg-Rheda.

Bentheim-Tecklenburg fue una condado alemán con base en la región de Tecklenburg en el norte de Renania del Norte-Westfalia, Alemania. Bentheim-Tecklenburg emergió como una partición del Condado de Bentheim en 1277, y fue dividido en sí mismo y Bentheim-Lingen en 1450. El conde Conrado convirtió su condado al luteranismo en 1541. En 1557, fue heredado por Bentheim-Steinfurt.

## Condes de Bentheim-Tecklenburg (1277-1557)
- Otón III (1277-1338)
- Otón IV (1289-1302)
- Otón V (1302-1328)
- Ricardo (1328-1338)
- Nicolás I (Conde de Alt-Bruchhausen y Schwerin) (1338-1360)
- Otón VI (1360-1388)
- Nicolás II (1388-1426)
- Otón VII (1426-1450)
- Nicolás III (Conde de Bentheim-Lingen) (1450-1493)
- Otón VIII (1493-1526)
- Conrado (Conde de Bentheim-Lingen) (1526-1557)

## Príncipes (mediatizados) de Bentheim-Tecklenburg (1817-)[1]
- Emilio, 1º Príncipe 1817-1837 (1765-1837)
  - Mauricio Casimiro, 2º Príncipe 1837-1872 (1795-1872)
  - Francisco, 3º Príncipe 1872-1885 (1800-1885)
  - Príncipe Adolfo Luis (1804-1874)
    - Gustavo, 4º Príncipe 1885-1909 (1849-1909)
      - Adolfo, 5º Príncipe 1909-1967 (1889-1967)
        - Mauricio Casimiro, 6º Príncipe 1967-2014 (1923-2014)
          - Príncipe Carlos-Gustavo Mauricio-Casimiro (1960-) - renunció a sus derechos sucesorios
          - Maximiliano, 7º Príncipe 2014- (1969-)
            - Príncipe Mauricio (2003-)
            - Príncipe Carlos-Emilio (2010-)